# Pädagogische Universität Shanghai

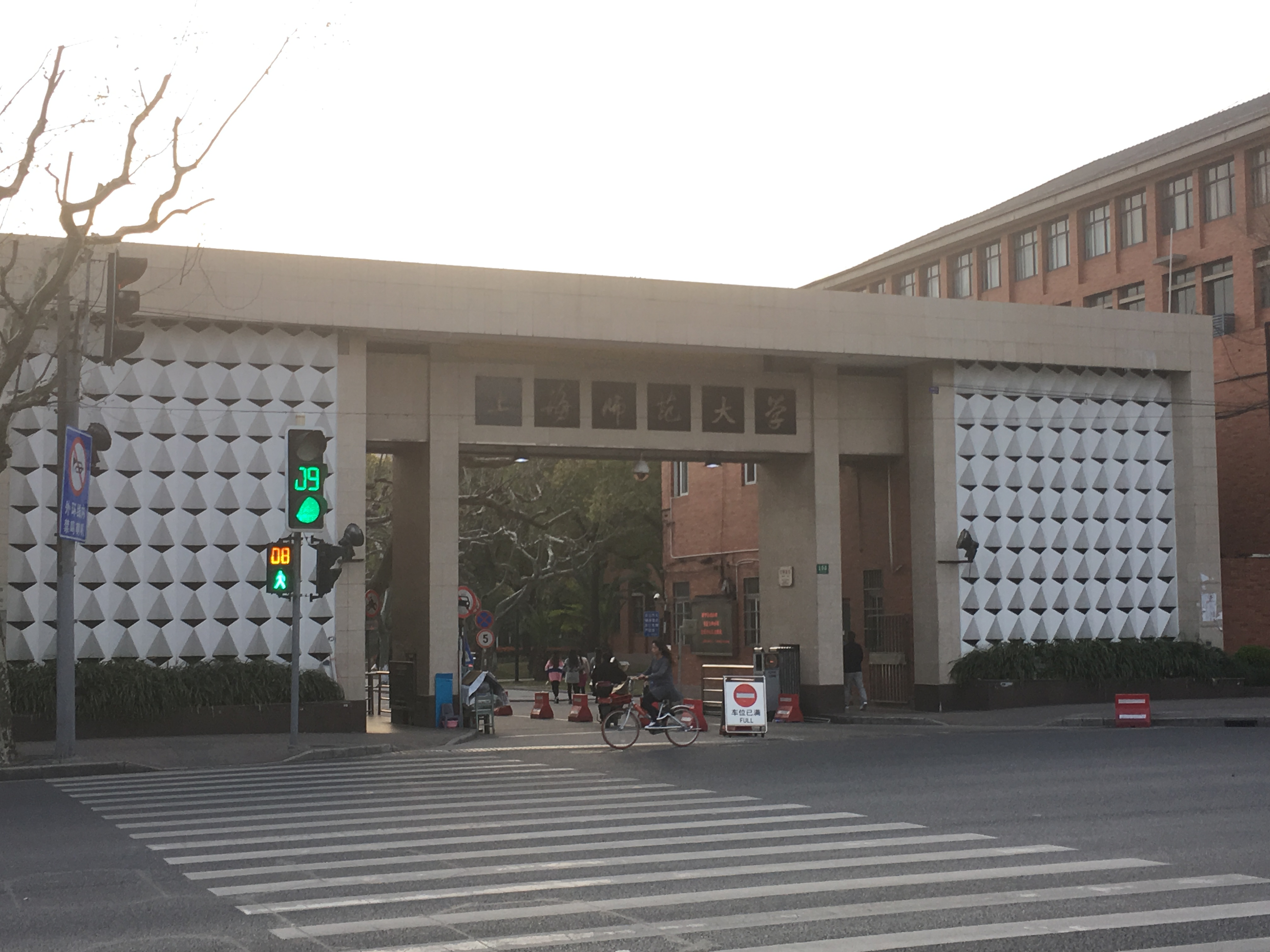
Unicampus (2017)

Die Pädagogische Universität Shanghai (chinesisch 上海师范大学, Pinyin Shànghǎi Shīfàn Dàxué; englisch: Shanghai Normal University; SHNU) ist eine städtische Hochschule in Shanghai, China.

## Absolventen
- Cui Tiankai (崔天凯) – Diplomat
- Li Yuanchao (李源潮) – Politiker
- Wang Huning (王沪宁) – Politiker